# Alte Luppe
Die Alte Luppe ist ein linksseitiger Zufluss der Neuen Luppe. Sie fließt ausschließlich auf Leipziger Stadtgebiet und ist wasserrechtlich ein Gewässer II. Ordnung.

## Abgrenzung
Die Alte Luppe ist ein Teilstück der beim Bau der Neuen Luppe mehrfach zerteilten Luppe, welche noch heute separat in die Saale mündet. Ab der Burgaue, kurz vor Böhlitz-Ehrenberg, ist ihr ursprüngliches Flussbett noch erhalten, wird aber in Leutzsch vom Bauerngraben durchflossen. 

## Verlauf
Die Alte Luppe beginnt heute offiziell an der Grenze zu Böhlitz-Ehrenberg als linksseitiger Abzweig des Bauerngrabens. Wie dieser ist sie stark eingetieft, führt wenig Wasser und dient hauptsächlich der Ableitung überschüssigen Regenwassers aus den anliegenden Siedlungen. Die Alte Luppe fließt durch Böhlitz-Ehrenberg hindurch und passiert anschließend Gundorf an dessen nördlichem Rand. Sie fließt die restliche Strecke durch den Leipziger Auenwald und berührt den Südrand von Schlobachshof. Kurz bevor die Alte Luppe nordöstlich der Domholzschänke verrohrt in die Neue Luppe mündet, nimmt sie linksseitig den Zschampert auf.

## Menschliche Einflüsse
Die ehemals stark verzweigte Luppe hatte zahlreiche Nebenarme wie die Rote Luppe, die Heuwegluppe, die Namenlose Luppe oder die Nördliche Alte Luppe, die sich am Stadtrand von Leipzig wieder mit der Luppe vereinigten. Diese wurden, wie auch alle anderen Nebenarme, beim Bau der Neuen Luppe unterbrochen und sind seitdem Altarme und Lachen.
Ein ca. 3 km langer Altarm, der in Karten auch als Alte Luppe bezeichnet wird, erstreckt sich nördlich der Neuen Luppe, beginnend ca. 200 m östlich der oben erwähnten Mündung der Alten in die Neue Luppe, die B 186 querend und nördlich von Kleinliebenau endend. Die ersten 400 m dieses Altarms bilden die Grenze zwischen Leipzig und Schkeuditz, anschließend verläuft das Gewässer nur auf Schkeuditzer Gebiet.

## Bilder

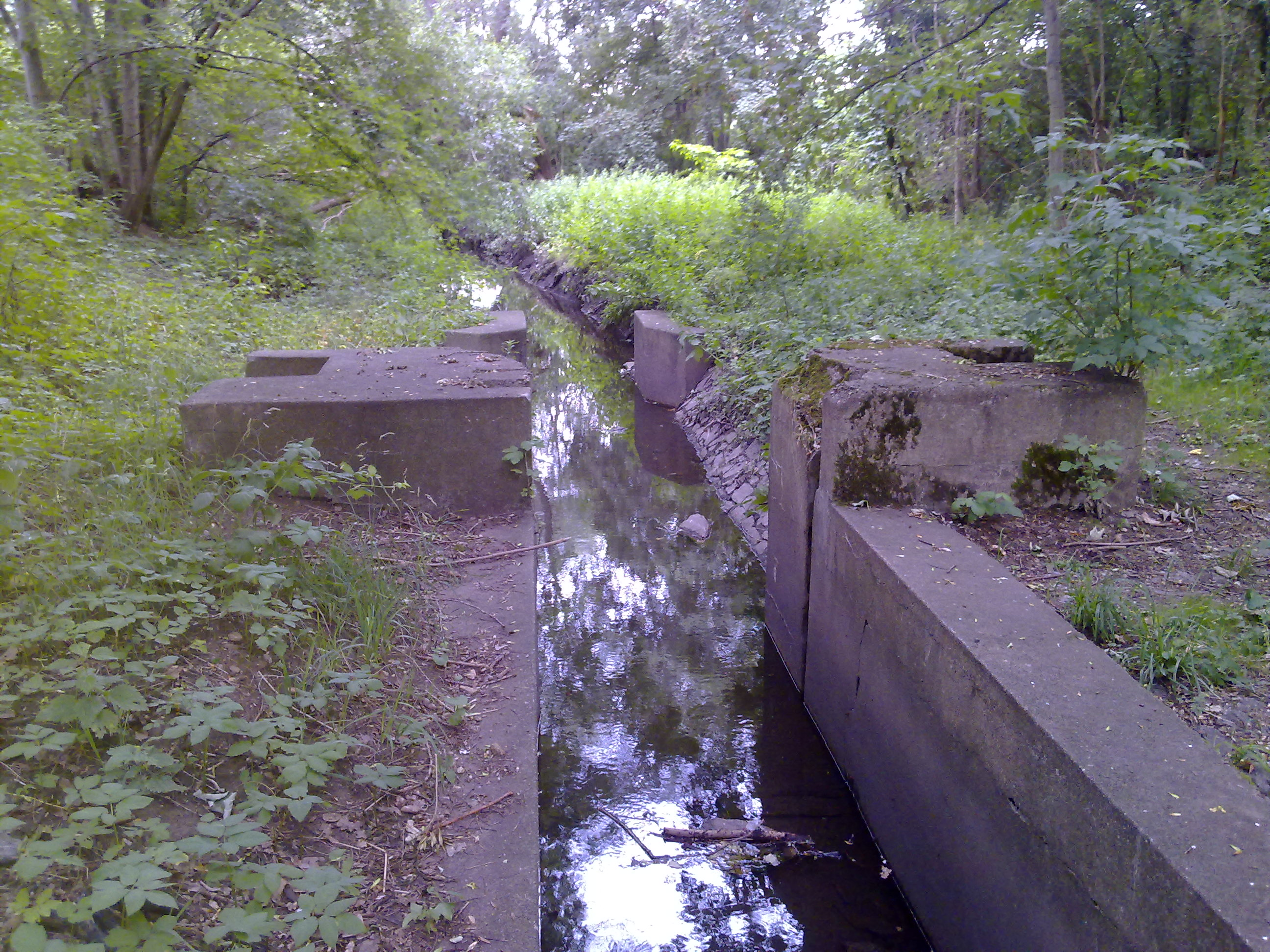
Heutiger Beginn der Alten Luppe
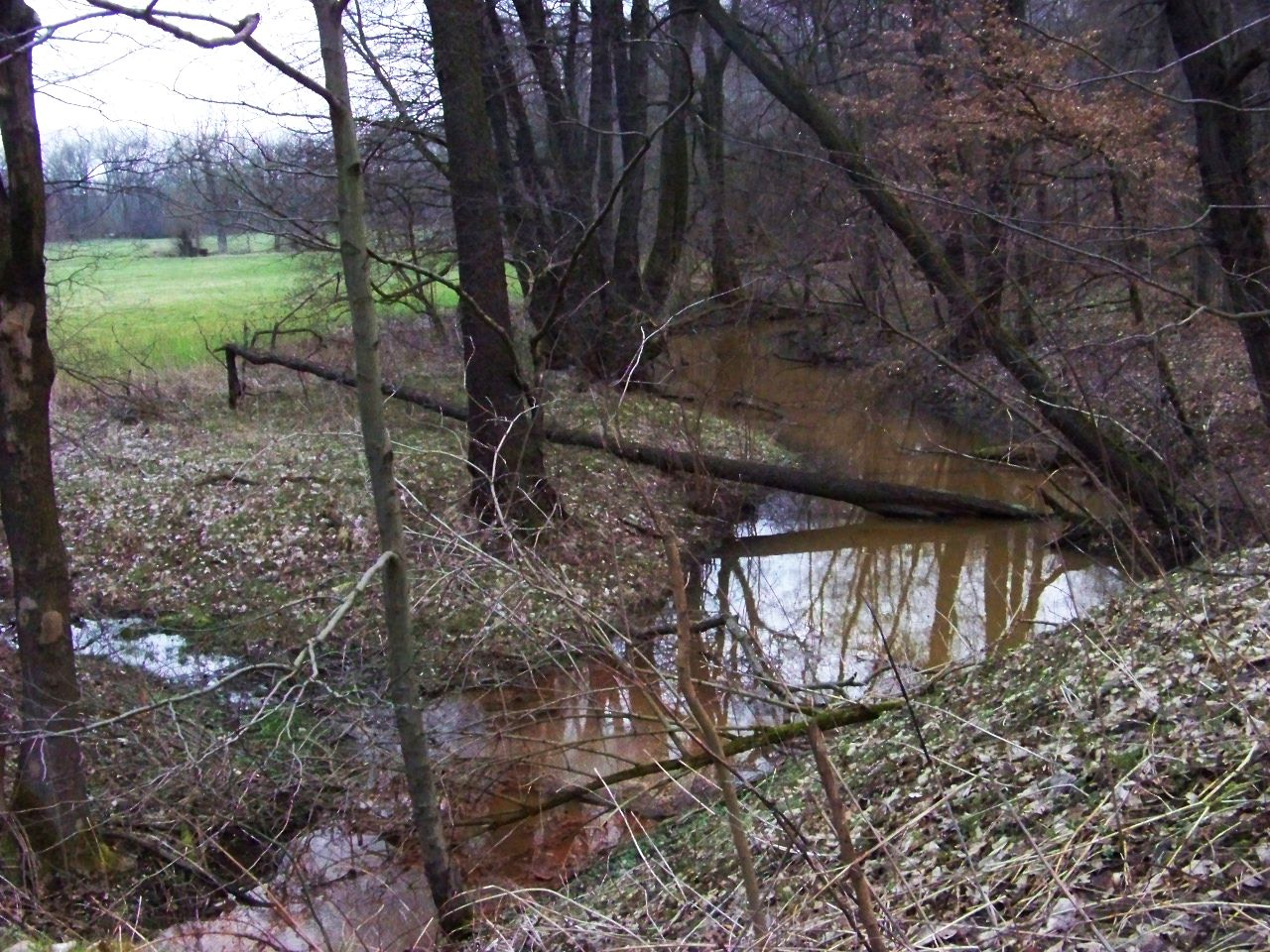
Als Alte Luppe bezeichneter Altarm nördlich der Neuen Luppe